# Becco della Pazienza
Il Becco della Pazienza (in francese, Bec de la patience) (3.572 m s.l.m.) è una montagna del Massiccio del Gran Paradiso collocata tra il Piemonte e la Valle d'Aosta.

## Descrizione
La montagna è collocata tra la Roccia Viva ed il Col du Money (3.443 m).
Dal versante valdostano dalla montagna prende forma il ghiacciaio del Money, mentre da quello piemontese il ghiacciaio di Rocciaviva.